# Francis Mankiewicz
Francis Mankiewicz (15 de marzo de 1944 en Shanghái, China – 14 de agosto de 1993 en Montreal, Quebec, Canadá) era un director de película canadiense, guionista y productor.

## Primeros años
Su padre era segundo primo de los famosos hermanos de Hollywood Joseph L. Mankiewicz y Herman J. Mankiewicz. Antes de nacer los padres de Mankiewicz huyeron de la Alemania nazi y se trasladaron a China, donde él nació. En 1945 su familia se trasladó a Montreal, donde Francis estuvo toda su niñez. Cuando se volvió mayor, Mankiewicz estudió geología en la  Universidad McGill y en la Universidad de Montreal.

## Carrera
En 1966 Francis Mankiewicz viajó a Londres, Inglaterra, donde estudió para ser director de cine. Regresó a Montreal en 1968 y asistió a varias películas patrocinadas antes de dirigir su primera película en 1972. Esa película fue Le temps d'une chasse, el cual relata el drama sobre una familial disfuncional. Les Bons Débarras es considerada generalmente como su mejor película. Ganó el premio Mejor Director en el Premios Genie, y la película estuvo nominada para el Oso de Oro en el Festival de cine de Berlín. Más tarde  dirigió Amor y Odio: La Historia de Colin y Joanne Thatcher, la primera obra canadiense producida para la audiencia primaria de televisión americana. Su última obra fue la miniserie Conspiración del silencio (1991), que también tuvo gran impacto en la audiencia americana.
En 1993 Mankiewicz murió de cáncer.

## Filmografía

### Largometrajes
- The Time of the Hunt (Le Temps d'une chasse) (1972)
- Une amie d'enfance (1978)
- Bueno Riddance (Les bons débarras) (1980)
- Memorias felices (Les Pretendientes souvenirs) (1981)
- No disparen a la pianista (Les Portes tournantes) (1988)

### Otros Trabajos
- Une causa civil (Cortometraje, 1973)
- Un procès criminel (Cortometraje, 1973)
- Valentin (Cortometraje, 1973)
- L'orientation (Cortometraje, 1974)
- Expropiation (Cortometraje, 1975)
- Pointe Pelée (Cortometraje, 1976)
- What We Have Here is a People Problem (película de televisión, 1976) (Creado para Serie de televisión Para que así conste)
- Suicidio en prisión (Cortometraje aka I was dying anyway, 1977)
- Un Asunto de Elección (película de televisión, 1978) (Creado para la serie de televisión Para que así conste)
- Une journée à la Pointe Pelée (Documental, 1978)
- La Vista (Cortometraje, 1985)
- Y Entonces  Mueres (película de televisión, 1987)
- Amor y Odio: La Historia de Colin y Joanne Thatcher (película de televisión, 1990)
- Conspiración de Silencio (miniserie de televisión, 1991)

## Premios y distinciones
Festival Internacional de Cine de Cannes
| Año  | Categoría                                     | Película              | Resultado |
| ---- | --------------------------------------------- | --------------------- | --------- |
| 1988 | Premio del Jurado Ecuménicoː Mención especial | Las Puertas Rotativas | Ganador   |

- 1993 Premio Gemini para la Mejor Dirección en un programa dramático o miniserie - Conspiración de Silencio - Ganó
- 1990 Premio Gemini para la Mejor Dirección Mejor en un programa dramático o miniserie - Amor y Odio: La Historia de Colin y Joanne Thatcher - Ganó
- 1989 Premio Genie para Consecución Mejor en Dirección - No disparen a la pianista (Les Portes tournantes) - Nominado
- 1989 Premio Genie para Mejor Adaptado Screenplay - No disparen a la pianista (Les Portes tournantes) - Nominados (compartidos con Jacques Savoie)
- 1988 Premio Gemini para Mejor Dirección en un programa dramático o miniserie - Y Entonces  Mueres - Nominado
- 1981 Premio Genie para Mejor Dirección - Les bons débarras - Ganó
- 1980 Festival de cine de Berlín Oso de oro - Les bons débarras - Nominado